# Élodie Thomis
Élodie Ginette Thomis (* 13. August 1986 in Colombes) ist eine ehemalige französische Fußballspielerin. Die Stürmerin stand zuletzt bei Olympique Lyon unter Vertrag und spielte für ein Dutzend Jahre in der französischen Nationalmannschaft.

## Vereinskarriere
Thomis begann ihre Karriere bei einem Verein aus Épinay-sur-Seine und wechselte später zu Colombes FF. Im Jahre 2002 debütierte sie im Trikot von CNFE Clairefontaine in der Division 1 Féminin. Nach drei Jahren folgte der Wechsel zu Montpellier HSC, wo sie 2006 und 2007 den Pokalwettbewerb gewann. Seit 2007 spielt sie für Olympique Lyon und gewann sieben Meisterschaften in Folge (2008 bis 2014), den Pokal in den Jahren 2008 sowie 2012 bis 2015, außerdem die Champions League 2011 und 2012, wobei sie im Finale 2012 aufgrund einer Sperre nur zuschauen konnte. Die schnelle, technisch gute Angreiferin war in ihrer Jugend auch eine erfolgreiche Sprinterin.
2015 bereitete sich Élodie Thomis auf die Zeit nach ihrer Spielerkarriere vor und absolvierte eine einjährige Ausbildung zur Kamerafrau bei OLTV, Lyons vereinseigenem Fernsehsender.

## Als Nationalspielerin
Mit der U-19-Nationalmannschaft nahm sie dreimal an der Europameisterschaft teil und konnte 2003 den Wettbewerb gewinnen. Ferner nahm sie an der Europameisterschaft 2005 und der U-20-Weltmeisterschaft 2006 teil. Ihr erstes Länderspiel für die A-Nationalmannschaft absolvierte sie im Juni 2005 gegen Italien. Insgesamt spielte sie bislang 141 Mal für Frankreich und erzielte 32 Tore (Stand: 30. Juli 2017). Sie stand im französischen Aufgebot für die Weltmeisterschaft 2011 in Deutschland, kam dort in allen sechs Begegnungen der Bleues zum Einsatz, erzielte dabei zwei Treffer und schloss das Turnier als WM-Vierte ab. Thomis gehörte auch zum französischen Olympiaaufgebot 2012 und bestritt bei diesem Turnier ebenfalls sämtliche Begegnungen der Bleues. Ebenso berief Nationaltrainer Bruno Bini sie in den EM-Kader 2013 und setzte sie in sämtlichen vier Begegnungen Frankreichs ein, davon drei Mal allerdings nur als Einwechselspielerin.
Unter Binis Nachfolger Philippe Bergeroo fand sie Anfang Februar 2014 anlässlich eines Freundschaftsspiels gegen Schweden Aufnahme in den „internationalen 100er-Club“ und ist auch wieder etwas torgefährlicher geworden. Bei der Weltmeisterschaft 2015 in Kanada spielte sie in vier von fünf Spielen für Frankreich und erzielte einen Treffer im Achtelfinale gegen Südkorea. Sie gehörte auch zum französischen Aufgebot beim olympischen Fußballturnier 2016. Anschließend fand sie bei Olivier Echouafni, der Bergeroo abgelöst hatte, aber über ein halbes Jahr lang keine Berücksichtigung mehr, ehe er Thomis beim SheBelieves Cup im März 2017 zweimal einwechselte und einmal in der Startelf berücksichtigte. Im Sommer des Jahres berief er sie auch in seinen Europameisterschaftskader. Kurz nach diesem Turnier erklärte die Spielerin das Ende ihrer internationalen Karriere.
Sie verließ Lyon nach der Saison 2017/18.

## Erfolge
- Champions-League-Gewinnerin: 2016